# IC 570
IC 570 ist eine Spiralgalaxie vom Hubble-Typ Sc im Sternbild Löwe nördlich der Ekliptik, die schätzungsweise 373 Millionen Lichtjahre von der Milchstraße entfernt ist.

Im selben Himmelsareal befinden sich u. a. die Galaxien NGC 3041, IC 568, IC 571, IC 572.
Das Objekt wurde am 15. Januar 1894 vom französischen Astronomen Stéphane Javelle entdeckt.